# アマラ忍
アマラ忍（あまら しのぶ、1979年11月20日 - ）は、モンゴルの男性キックボクサー。ダルハン・オール県ダルハン市出身。元WPMF世界スーパーライト級王者。本名はツグト・アマラバヤサガラン（蒙: Цогтын Амарбаясгалан）。

## 来歴
1994年ごろに極真空手に入門し、1997年に極真空手の国内大会のクラス別で優勝。1998年にはモンゴル空手で優勝。2001年4月に訪日し、東金ジムに所属。5月4日に開催されたマーシャルアーツ日本キックボクシング連盟主催の北沢大会に千葉忍名義でプロデビュー。1R1分30秒でKO勝利。
リングネームを花戸忍に改名し、2002年3月30日に開催された「KING COMBAT 2002 60kgトーナメント」に出場し優勝。4月28日に後楽園大会でファイティング前沢にKO勝利し、マーシャルアーツ日本キックボクシング連盟スーパーフェザー級王者に認定。東金ジムから高橋道場に移籍し、全日本キックボクシング連盟に入団。6月16日に全日本キックのデビュー戦でライト級ランキング戦に出場し、砂田将祈に勝利。2003年5月23日のライト級最強決定トーナメントの決勝でバッティングによるTKO負け。9月27日のゴーンピポップとの対戦で額陥没骨折し、長期欠場。
リングネームを白鳥忍に改名し、2004年4月13日に山本真弘と復帰戦を行い、判定勝ち。6月18日のライト級最強決定トーナメントで優勝。2005年1月4日にサトルヴァシコバと対戦し、判定勝ち。全日本キックライト級王者に認定された。2006年1月9日に喜入衆にTKO勝ちし、12連勝。
2006年1月14日にリングネームをアマラ忍に改名。4月5日にK-1に「"SHINOBU" ツグト・アマラ」名義で初出場し、アンディ・サワーに判定負け。K-1では2007年2月にブアカーオ・ポー.プラムックと対戦して判定負け、4月にジャダンバ・ナラントンガラグと対戦して判定勝ち、6月に小比類巻貴之と対戦して判定負け。
2007年9月より母国モンゴルで格闘技イベント「IMPERIAL 〜帝国〜」を主催。2009年1月に開催した同イベントではカンパム・サントーイーズーに勝利し、WPMF世界スーパーライト級王者に認定された。

## 戦績
| キックボクシング 戦績 | キックボクシング 戦績 | キックボクシング 戦績 | キックボクシング 戦績 | キックボクシング 戦績 | キックボクシング 戦績 | キックボクシング 戦績 |
| --------------------- | --------------------- | --------------------- | --------------------- | --------------------- | --------------------- | --------------------- |
| 43 試合               | (T)KO                 | 判定                  | その他                | 引き分け              | 無効試合              |                       |
| 33 勝                 | 11                    |                       |                       | 0                     | 0                     |                       |
| 10 敗                 |                       |                       |                       | 0                     | 0                     |                       |

| 勝敗 | 対戦相手                         | 試合結果                                    | 大会名 | 開催年月日     |
| ×    | トンラート                       | 判定                                        | World Kings Of Muay-Thai Contend for Hegemony - LETS FIGHT II                                                         | 2009年12月3日  |
| ○    | 菅原勇介                         | 3R終了 判定2-0                              | R.I.S.E. 53 | 2009年3月29日  |
| ×    | アタチャイ・フェアテックス       | 5R終了 判定0-3                              | ムエローク Japan 2009 〜最大最強のムエタイ祭り〜                                                                      | 2009年1月18日  |
| ○    | カンパム・サントーイーズー       | 判定3-0                                     | IMPERIAL 〜帝国〜 【WPMF世界スーパーライト級タイトルマッチ】                                                          | 2008年12月9日  |
| ○    | 石毛慎也                         | 4R終了時 TKO（ドクターストップ：カット）    | M-1 FAIRTEX SINGHA BEER ムエタイチャレンジ 「Legend of elbows 2008 〜MIND〜」                                         | 2008年6月8日   |
| ×    | 小宮由紀博                       | 3R終了 判定0-2                              | J-NETWORK「Let's Kick with J 1st」                                                                                    | 2008年2月29日  |
| ×    | 小比類巻貴之                     | 3R終了 判定0-3                              | K-1 WORLD MAX 2007 〜世界一決定トーナメント開幕戦〜                                                                   | 2007年6月28日  |
| ○    | ジャダンバ・ナラントンガラグ     | 3R終了 判定3-0                              | K-1 WORLD MAX 2007 〜世界最終選抜〜                                                                                   | 2007年4月4日   |
| ×    | ブアカーオ・ポー.プラムック      | 3R終了 判定0-3                              | K-1 WORLD MAX 2007 〜日本代表決定トーナメント〜                                                                       | 2007年2月5日   |
| ×    | アタポン・フェアテックス         | 5R終了 判定                                 | スッグペッティンディー（ルンピニー・スタジアム）                                                                      | 2006年12月22日 |
| ×    | ジョーダン・タイ                 | 3R終了 判定0-3                              | K-1 WORLD MAX 2006 〜世界王者対抗戦〜                                                                                 | 2006年9月4日   |
| ×    | 菊池浩一                         | 5R終了 判定0-2                              | SHOOT BOXING 2006 NEO ΟΡΘΡΟΖ Series 4th                                                                               | 2006年7月7日   |
| ×    | アンディ・サワー                 | 延長R終了 判定0-3                           | K-1 WORLD MAX 2006 〜世界一決定トーナメント開幕戦〜                                                                   | 2006年4月5日   |
| ○    | 喜入衆                           | 5R 1:19 TKO（ドクターストップ、鼻柱カット） | J-NETWORK「GO! GO! J-NET '06 〜Light my fire!〜」                                                                     | 2006年1月9日   |
| ○    | キム・ヨンサン                   | 3R 1:19 KO（パンチ連打）                    | 全日本キックボクシング連盟 「Rock'n Roll☆U5 FIGHT☆Hill it!」                                                          | 2005年11月5日  |
| ○    | ホン・ヒョーシク                 | 3R終了 判定3-0                              | マーシャルアーツ日本キックボクシング連盟 「DETERMINATION≪決心≫7 KICK GUTS 2005」                                      | 2005年8月14日  |
| ○    | 西山誠人                         | 5R終了 判定3-0                              | マーシャルアーツ日本キックボクシング連盟 「DETERMINATION≪決心≫5 〜戦場の虎〜」                                        | 2005年6月24日  |
| ○    | 湟川満正                         | 再延長R終了 判定3-0                         | 全日本キックボクシング連盟「NEVER GIVE UP」                                                                           | 2005年4月17日  |
| ○    | サトルヴァシコバ                 | 5R終了 判定3-0                              | 全日本キックボクシング連盟「SURVIVOR」 【全日本ライト級王座決定戦】                                                   | 2005年1月4日   |
| ○    | 凱斗亮羽                         | 3R 1:55 KO（3ノックダウン：膝蹴り）         | 全日本キックボクシング連盟「The Championship」                                                                        | 2004年11月19日 |
| ○    | マリオス・カラリス               | 3R 0:13 KO（右ハイキック）                  | 全日本キックボクシング連盟「DANGER ZONE」                                                                             | 2004年9月23日  |
| ○    | サムゴー・ギャットモンテープ     | 再延長R終了 判定3-0                         | 全日本キックボクシング連盟 「〜全日本ライト級最強決定トーナメント2004/FINAL STAGE〜」 【決勝】                        | 2004年6月18日  |
| ○    | 吉本光志                         | 5R終了 判定3-0                              | 全日本キックボクシング連盟 「〜全日本ライト級最強決定トーナメント2004/FINAL STAGE〜」 【準決勝】                      | 2004年6月18日  |
| ○    | 南雲裕一                         | 3R終了 判定3-0                              | マーシャルアーツ日本キックボクシング連盟 「東金ジム26th anniversary SUPREME-3 〜戦場の虎〜」                          | 2004年5月9日   |
| ○    | 山本真弘                         | 3R終了 判定2-0                              | 全日本キックボクシング連盟 「全日本ライト級最強決定トーナメント2004/2nd STAGE」 【2回戦】                             | 2004年4月16日  |
| ×    | ゴーンピポップ・ペッティンディー | 5R終了 判定0-3                              | 全日本キックボクシング連盟「KNOCK DOWN」                                                                              | 2003年9月27日  |
| ×    | 大月晴明                         | 2R 0:37 TKO（ドクターストップ、左瞼カット） | 全日本キックボクシング連盟 「全日本ライト級最強決定トーナメント 〜決勝戦〜」 【決勝】                                 | 2003年5月23日  |
| ○    | 小林聡                           | 3R終了 判定2-0                              | 全日本キックボクシング連盟 「全日本ライト級最強決定トーナメント 〜決勝戦〜」 【準決勝】                               | 2003年5月23日  |
| ○    | 山本優弥                         | 延長R終了 判定2-0                           | 全日本キックボクシング連盟 「全日本ライト級最強決定トーナメント」 【1回戦】                                           | 2003年3月8日   |
| ○    | 大宮司進                         | 2R 2:34 KO（3ノックダウン：左ハイキック）   | 全日本キックボクシング連盟「BACK FROM HELL-II」                                                                       | 2002年12月8日  |
| ○    | 蔵満誠                           | 5R終了 判定3-0                              | 全日本キックボクシング連盟「GOLDEN TRIGGER」                                                                          | 2002年9月6日   |
| ○    | 砂田将祈                         | 5R終了 判定3-0                              | 全日本キックボクシング連盟「Who's Next 02」                                                                           | 2002年6月16日  |
| ○    | ファイティング前沢               | 5R 2:07 KO（ボディフック）                  | マーシャルアーツ日本キックボクシング連盟 「最強を求めて!「出陣・決戦」」 【MA日本スーパーフェザー級タイトルマッチ】   | 2002年4月28日  |
| ○    | ラビット関                       | 3R終了 判定3-0                              | マーシャルアーツ日本キックボクシング連盟 「KING COMBAT-2002 - KICK BOXING 60kg TOURNAMENT 日本最強決定戦」 【決勝】   | 2002年3月30日  |
| ○    | 梅下湧暉                         | 3R 0:38 KO（ミドルキック連打）              | マーシャルアーツ日本キックボクシング連盟 「KING COMBAT-2002 - KICK BOXING 60kg TOURNAMENT 日本最強決定戦」 【準決勝】 | 2002年3月30日  |
| ○    | 大宮司進                         | 3R終了 判定3-0                              | マーシャルアーツ日本キックボクシング連盟 「KING COMBAT-2002 - KICK BOXING 60kg TOURNAMENT 日本最強決定戦」 【1回戦】  | 2002年3月30日  |
| ○    | カズ工藤                         | 5R終了 判定3-0                              | マーシャルアーツ日本キックボクシング連盟（士道館） 「新春正月興行」                                                   | 2002年1月18日  |
| ○    | 天野哲成                         | 5R終了 判定3-0                              | マーシャルアーツ日本キックボクシング連盟 「ADVANCE-1」                                                                | 2001年11月3日  |
| ○    | きんぞ〜                         | 4R終了 判定3-0                              | マーシャルアーツ日本キックボクシング連盟 「ODYSSEY-4」                                                                | 2001年9月29日  |
| ○    | 室崎剛将                         | 4R終了 判定3-0                              | マーシャルアーツ日本キックボクシング連盟 「キック ガッツ 2001」                                                       | 2001年7月13日  |
| ○    | 北野裕治                         | 2R 1:58 KO                                  | ドリームプロデュース 真昼の決闘                                                                                       | 2001年6月24日  |
| ○    | 高久雅裕                         | 1R 1:17 KO                                  | マーシャルアーツ日本キックボクシング連盟 「最強を求めて!世界制覇」                                                    | 2001年5月20日  |
| ○    | 池谷二郎                         | 1R 1:30 KO                                  | マーシャルアーツ日本キックボクシング連盟                                                                              | 2001年5月4日   |

## 獲得タイトル
- KING COMBAT 2002 60kgトーナメント 優勝
- 第4代MA日本スーパーフェザー級王座（2002年）
- 全日本ライト級最強決定トーナメント 準優勝（2003年）
- 全日本ライト級最強決定トーナメント 優勝（2004年）
- 第15代全日本ライト級王座（2005年）
- WPMF世界スーパーライト級王座（2008年）